# Pacé, Orne
Pacé är en kommun i departementet Orne i regionen Normandie i nordvästra Frankrike. Kommunen ligger i kantonen Alençon 1er Canton som tillhör arrondissementet Alençon. År 2022 hade Pacé 411 invånare.

## Befolkningsutveckling
Antalet invånare i kommunen Pacé
| Referens: INSEE |